# Fairfax (Virginia)
Fairfax megyei jogú város az Amerikai Egyesült Államokban, Virginia állam északi részén. Washington agglomerációjához tartozik; a fővárostól mintegy 30 kilométerre nyugatra helyezkedik el. A város egyben székhelye a helységet körülvevő Fairfax megyének is.  Lakosainak száma 24 146 fő (2020. április 1.).

## Népesség
| Lakosok száma | 22 565 | 22 749 | 23 398 | 23 973 | 24 013 | 24 146 |
|               | 2010   | 2011   | 2012   | 2013   | 2015   | 2020   |

A lakosok 73 százaléka fehér, 12 százaléka ázsiai, 5 százaléka afrikai származású.

## Városvezetés
A város első számú választott vezetője R. Scott Silverthorne polgármester, akinek hivatali ideje 2016-ban jár le. A törvényhozó hatalmat egy hattagú (választott) önkormányzat gyakorolja. A város napi ügyeinek intézésére az önkormányzat városigazgatót nevez ki; ezt a tisztséget jelenleg Bob Sisson látja el.